# باشگاه ورزشی العربی کویت
باشگاه العربی (به عربی:النادی العربی) یک باشگاه فوتبال از کویت است که در شهر کویت و استان عاصمه قرار دارد.
این باشگاه با کسب ۱۶ عنوان قهرمانی به همراه تیم القادسیه پرافتخارترین تیم در لیگ برتر کویت می‌باشد.

العربی همچنین سابقهٔ قهرمانی در جام امیر کویت(۱۶)، جام ولیعهد کویت (۷), سوپر جام کویت (۲),جام اتحادیه کویت (۳),جام قهرمانان باشگاه‌های خلیج فارس (۲) را دارد.
این باشگاه در سال ۱۹۶۰ میلادی تأسیس شده است.

## مربیان پیشین
- دراگان اسکوچیچ

## رنگ‌های باشگاه
| سبز | سفید |